# Albatros L 81
L'Albatros L 81 Electra fu un aereo civile sperimentale biposto, monomotore, e biplano, sviluppato dall'azienda aeronautica tedesca Albatros Flugzeugwerke GmbH nei tardi anni venti.
Pur se sviluppato per saggiare l'utilizzo di particolari leghe metalliche nella costruzione aeronautica, il modello ebbe origini da una specifica per uso militare camuffata. Benché non avviato alla produzione in serie il modello fornì importanti indicazioni tecniche, rimase operativo in ambito civile durante gli anni trenta.
L'Albatros L 81 fu il primo aereo ad adottare l'elektron come lega per la costruzione della maggior parte dei suoi elementi strutturali.

## Utilizzatori
Germania
- Deutsche Versuchsanstalt für Luftfahrt (DVL)